# Marvin Baudry
Marvin Baudry (ur. 26 stycznia 1990 w Reims) – kongijski piłkarz grający na pozycji ofensywnego pomocnika. Od 2021 jest zawodnikiem klubu Stade Lavallois.

## Kariera klubowa
Swoją karierę piłkarską Baudry rozpoczął w klubie Amiens SC. W 2008 roku zaczął grać w rezerwach tego klubu. W 2012 roku awansował do pierwszej drużyny. 10 listopada 2012 zadebiutował w niej w Championnat National w zremisowanym 1:1 wyjazdowym meczu z ES Uzès Pont du Gard. W sezonie 2013/2014 stał się podstawowym zawodnikiem Amiens. W Amiens grał do końca sezonu 2014/2015.
Latm 2015 Baudry przeszedł do belgijskiego klubu SV Zulte Waregem. Swój debiut w Eerste klasse zaliczył 25 lipca 2015 w zwycięskim 3:1 domowym meczu z KSC Lokeren.
| Sezon   | Klub             | Kraj    | Rozgrywki            | Mecze | Gole |
| ------- | ---------------- | ------- | -------------------- | ----- | ---- |
| 2008/09 | Amiens SC B      | Francja | CFA 2                | ?     | ?    |
| 2009/10 | Amiens SC B      | Francja | CFA 2                | 19    | 0    |
| 2010/11 | Amiens SC B      | Francja | DH Picardie          | ?     | ?    |
| 2011/12 | Amiens SC B      | Francja | CFA 2                | 3     | 0    |
| 2012/13 | Amiens SC B      | Francja | CFA 2                | 10    | 0    |
| 2012/13 | Amiens SC        | Francja | Championnat National | 8     | 1    |
| 2013/14 | Amiens SC        | Francja | Championnat National | 25    | 2    |
| 2014/15 | Amiens SC        | Francja | Championnat National | 28    | 1    |
| 2015/16 | SV Zulte Waregem | Belgia  | Eerste klasse        | 32    | 2    |
| 2016/17 | SV Zulte Waregem | Belgia  | Eerste klasse        | 37    | 0    |
| 2017/18 | SV Zulte Waregem | Belgia  | Eerste klasse        | 33    | 1    |
| 2018/19 | SV Zulte Waregem | Belgia  | Eerste klasse        | 28    | 0    |
| 2019/20 | SV Zulte Waregem | Belgia  | Eerste klasse        | 7     | 0    |

## Kariera reprezentacyjna
W reprezentacji Konga Baudry zadebiutował 17 maja 2014 w przegranym 0:1 meczu kwalifikacji do Pucharu Narodów Afryki 2015 z Namibią. W 2015 roku został powołany do kadry na Puchar Narodów Afryki 2015. Rozegrał na nim cztery mecze: z Gwineą Równikową (1:1), z Gabonem (1:0), Burkina Faso (2:1) i ćwierćfinał z Demokratyczną Republiką Konga (2:4).